# LOVE×3
『LOVE×3』（ラブラブラブ）は、2007年7月30日（29日深夜）から同年10月1日（9月30日深夜）までKBS京都テレビで放送されたテレビドラマ。全10話。放送時間は毎週月曜 0:15 - 0:44 = 日曜 24:15 - 24:44（日本標準時）。

## キャスト
- 結城将典：白川侑二朗
- 白鳥ひかる：大蔵淳子
- 田村健児：中尾祐之
- 佐伯由美子：吉岡あや
- 岡本まゆ美：水沢友香
- 滝川理彩：谷麻紗美
- 寿あいり：渋谷梨果
- 柏木壮一郎：岩佐好益
- リンダ・キャロル：細川桃仁
- 斉藤奈々子：小清水希
- 榊原めぐみ：川嶋ななこ
- あつし：久保田淳
- しゅう：渡辺恋
- 結城良子：杉原紀美
- 結城凜：小西美希
- 後藤田さなえ：尾崎ナナ
- 大川大五郎：中川貴志（ランディーズ） - 友情出演

## スタッフ
- 監督：東真司
- 制作：佐藤義孝
- 脚本：岡井淳
- 製作著作：クリエイティブビジョン

## 関連楽曲
- 主題歌：「CONFIDENCE」aaa
- オープニング：「都会の人になる〜Up Start Version〜」STGM
- 挿入歌：「春色リップ」志田敏夫